# Captain Silver
Captain Silver (キャプテンシルバー, Kyaputen Shirubā) é um jogo de plataforma lateral e hack and slash lançado originalmente como nos arcades pela Data East em 1987. Versões para consoles foram publicadas para o Master System pela Tec Toy no Brasil e pela Sega no resto do mundo e para o Famicom pela Tokuma Shoten.

## Enredo
Jim Aykroyd, um jovem marinheiro e ex-primeiro oficial, embarca em uma jornada em busca do tesouro perdido do Captain Silver, enfrentando diversos perigos pelo caminho.
A história é inspirada no romance Treasure Island de Robert Louis Stevenson, no qual um jovem marinheiro chamado Jim Hawkins enfrenta o pirata Long John Silver em uma ilha tropical por seu tesouro.

## Jogabilidade
O controle é feito por um joystick de oito direções para andar, agachar-se e subir escadas, e dois botões de ação para atacar e pular. O jogador é armado principalmente com uma espada, cortando horizontalmente enquanto está em pé ou agachado, e verticalmente enquanto sobe escadas. O jogador também pode se mover enquanto está agachado.
Pegar fadas voadoras concede ao jogador poder mágico, disparando projéteis com a espada. O poder mágico pode ser aumentado até seis níveis, resultando em projéteis mais poderosos e de maior alcance.
Há outros itens de poder, como uma espada longa para destruir projéteis inimigos, um par de botas para andar mais rápido e pular mais alto, uma garrafa de poção para resistir a um golpe de um inimigo e um cronômetro que temporariamente para o limite de tempo. Tanto a longsword quanto as botas só podem ser usadas temporariamente no início, mas se o jogador adquirir uma segunda versão de qualquer um enquanto ainda usa a anterior, eles podem ser mantidos permanentemente até que o jogador perca uma vida. Itens de tesouro podem ser adquiridos para pontos também. Chaves podem ser adquiridas, que dão ao jogador acesso a lojas de itens e cofres de tesouro. A pontuação do próprio jogador é usada como moeda para obter power-ups e vidas extras em troca de uma pontuação mais baixa. Inimigos derrotados soltarão ícones de letras que o jogador pode coletar para pontos também. Se o jogador coletar as letras necessárias para preencher o medidor "CAPTAIN SILVER" na parte inferior da tela, uma vida extra é obtida.
Há um total de três fases (ou cenas): uma cidade assombrada à noite, um navio pirata e uma ilha do tesouro. Cada cena apresenta um conjunto único de personagens inimigos, como lobisomens, bruxas, piratas, nativos, vários tipos de animais, plantas carnívoras e outros perigos. A cena 3 termina com uma batalha final contra o ser esquelético do Capitão Prata. Após o jogador completar o jogo uma vez, há uma segunda missão consistindo de versões mais difíceis das mesmas fases para terminar o jogo.

## Versões caseiras

### Master System
A versão para Master System foi lançada pela Sega em 2 de julho de 1988. Duas versões do jogo foram produzidas, um cartucho de 1-Megabit para o mercado norte-americano e um cartucho de 2-Megabits para Japão e Europa.
A mecânica de jogo na versão para Master System é aproximadamente idêntica à do jogo de arcade, e a maioria dos itens de poder e bônus são mantidos, o jogador só pode aumentar o poder mágico até três níveis em vez de seis, o power-up de longsword é removido, as botas não podem ser usadas permanentemente. No entanto, o power-up de medicina pode durar permanentemente até que o jogador seja atingido e também há baús de tesouro em certas fases que darão ao jogador uma de duas recompensas (um item bônus ou acesso gratuito a uma loja de itens).
A versão americana apresenta apenas quatro fases baseadas aproximadamente nas do jogo de arcade (uma cidade, um navio, uma ilha e uma montanha) e apenas dois chefes (Capitão Coppard e Capitão Prata). A versão japonesa e europeia apresenta duas fases adicionais intercaladas antes das duas últimas fases, vários personagens inimigos adicionais, um chefe para cada fase além dos presentes na versão americana (uma feiticeira, um Ciclope, um dragão cuspidor de fogo e um guerreiro em forma de banana). O epílogo de encerramento na versão japonesa e europeia também apresenta imagens em vez do epílogo apenas com texto da versão americana. Ambas as versões suportavam o módulo de som FM da Sega para o Master System.

### Versão Famicom
A versão para Famicom foi lançada exclusivamente no Japão pela Tokuma Shoten em 16 de dezembro de 1988. Esta versão apresenta várias diferenças substanciais em relação à versão de arcade. O jogador agora tem um medidor de saúde e pode receber mais de um golpe antes de perder uma vida (que pode ser reabastecida pegando corações). No entanto, alguns dos capangas inimigos agora exigem mais de um golpe para serem derrotados. O jogador agora pode comprar todos os power-ups de armas em lojas de itens, que podem ser alterados por meio de um sub-menu. As fases são diferentes e os chefes incluem novos inimigos, como Monstro de Frankenstein e um polvo gigante. O jogador pode entrar em casas e quartos onde uma velha oferecerá conselhos ao jogador (como o ponto fraco de um inimigo). No entanto, algumas das velhas que o jogador encontrará são hostis e trarão uma maldição ao jogador (como reduzir sua saúde pela metade). O final varia dependendo de se o jogador usou um continue para terminar o jogo.

## Recepção
No Japão, Game Machine listou Capitão Prata na edição de 1 de setembro de 1987 como o décimo quarto jogo de arcade de mesa mais bem-sucedido do mês.